# Ђиро д’Италија 2023.
Ђиро д’Италија 2023. било је 106. издање етапне бициклистичке трке, једне од три Гранд тур трке — Ђиро д’Италије. Старт трке био је 6. маја 2023. у Фосачезији у регији Абруцо, што је био други пут у историји да Ђиро стартује у Абруцу и први пут од 2001. године; последња етапа је вожена 28. маја у Риму.
Укупна дужина трке износила је 3.354.2 km. Првобитно је планирано да се вози 3.448 km, али је због лошег времена етапа 13 скраћена са 207 на 74,6 km. Вожена је 21 етапа, уз два дана одмора, након девете и након етапе 15. Етапе су биле класификоване као осам лаких, пет средње тешких, пет тешких и три хронометра; од осам лаких три су биле равне етапе за спринтере, док су пет биле транзиционе са успонима, али и са шансама за спринтере. Вожено је укупно 47 успона, од чега 14 прве категорије укључујући Монте Зонколан, 18 друге, седам треће и осам четврте категорије, док нису вожени успони Коле деле Финестре, Пасо дело Стелвио, Мортироло, Пасо ди Гавија, Коле Сестријере и Коле дел’Ањело. Чима Копи је првобитно требало да буде успон Гран сан Бернардо, али због невремена није вожен и Чима Копи је био успон Тре чиме ди Лаваредо. Укупно је циљ шест етапа био на успону, од чега пет на успону прве категорије, укључујући Чима Копи на етапи 19 и хронометар на етапи 20, док је циљ једне етапе био на успону друге категорије
Побједник Ђира 2022. — Џај Хиндли, као и другопласирани Ричард Карапаз и трећепласирани Микел Ланда, нису возили због великог броја хронометара, док су највећи фаворити били побједник Вуелта а Еспање 2022. — Ремко Евенепул, троструки побједник Вуелта а Еспање — Примож Роглич, побједник Тур де Франса 2018. — Герент Томас, као и побједник Ђира 2020. — Тео Гејган Харт. Остали фаворити били су освајачи подијума на Вуелта а Еспањи — Хју Карти и Џек Хејг, освајач подијума на Ђиру — Дамијано Карузо, четвртопласирани на Ђиру 2020. — Жоао Алмеида, освајач подијума на Ђиру и Туру — Ригоберто Уран, Александар Власов и освајач подијума на Тур де Франсу 2014. — Тибо Пино. На Ђиру је дебитовао освајач брдске класификације на Тур де Франсу 2017. Ворен Барги, као и Бен Хили, док је Франческо Гаваци возио по последњи пут.
Ђиро је освојио Примож Роглич, 14 секунди испред Герента Томаса и минут и 15 секунди испред Жоаа Алмеиде, поставши први словеначки побједник трке. Прије брдског хронометра на етапи 20, Томас је имао 26 секунди предности испред Роглича, који је на хронометру побиједио са 40 секунди испред Томаса и освојио је Ђиро са 14 секунди предности, што је четврта најмања разлика у историји трке и најмања од 1974. године, када је Еди Меркс освојио са 12 секунди испред Ђамбатисте Баронкелија. Џонатан Милан је освојио класификацију по поенима, Пино брдску класификацију, Алмеида класификацију за најбољег младог возача, а тим Бахреин—викторијус је освојио тимску класификацију. Од мањих класификација, за које се нису додјељивале мајице, Дерек Џи је освојио класификацију за најагресивнијег возача, Томс Скујинш спринт класификацију, Томас Шампион класификацију за бијег, за највише проведених километара у бијегу, а тим Групама—ФДЈ је освојио фер плеј класификацију. Нико Денц и Евенепул су остварили по двије етапне побједе, Марк Кевендиш је остварио 17 побједу на Ђиру, Мајкл Метјуз је остварио прву побједу на Ђиру након 2015. године, Мадс Педерсен и Магнус Корт Нилсен су етапним побједама остварили побједе на све три гранд тур трке, док је Дерек Џи четири етапе завршио на другом мјесту и двије на четвртом мјесту, а на три етапе је добио награду за најагресивнијег возача; поред тога што је освојио класификацију за најагресивнијег возача, завршио је на другом мјесту у класификацији по поенима, брдској, спринт класификацији и класификацији за бијег.
Трку су обиљежила одустајања фаворита: Евенепул, Уран, Филипо Гана и Доменико Поцовиво су морали да се повуку због тога што су били позитивни на ковид 19, Гејган Харт је морао да напусти трку након пада, док су Власов, Хју Карти, Кејден Гроувс и Мадс Педерсен напустили због болести.

## Тимови
На трци су учествовала 22 тима, са по осам возача. Свих 18 ворлд тур тимова имало је аутоматску позивницу и били су обавезни да учествују; два најбоља про тур тима за претходну сезону такође су имали аутоматску позивницу за све ворлд тур трке, док су организатори трке — RCS Sport, имали право да додијелиле још двије вајлд кард позивнице.
Године 2019. донесено је правило да најбољи про тур тим у рангирању има загарантовано учешће на свакој ворлд тур трци наредне сезоне, а другопласирани има загарантовано учешће на свим једнодневним ворлд тур тркама. Током 2022. донесено је правило о испадању два најслабија тима из ворлд тура на крају периода бодовања од три године, за период од 2020. до 2022. године, када тимовима истичу трогодишње лиценце, након чега је донесено правило да два најбоља про тур тима имају загарантовано учешће на свим ворлд тур тркама, а трећи на једнодневним тркама током наредне сезоне. На крају 2022. из ворлд тура испали су Лото—дестини и Израел—премијер тех, док су у ворлд тур ушли Аркеа—самсик и Алпесин—декунинк. Лото—дестини и Тотал енержис су били најбољи про тур тимови на крају сезоне и имали су загарантовано учешће на свим ворлд тур тркама, док је Израел—премијер тех имао загарантовано учешће на једнодневним ворлд тур тркама. Тимови Лото—дестини и Тотал енержис одбили су да учествују на трци. Лото—дестини је тако пропустио Ђиро први пут послије 23 године, а из тима су објавили да неће учествовати на Ђиру да би скупљали бодове на другим тркама како би на крају сезоне били међу два најбоља про тур тима и имали загарантовано учешће на ворлд тур тркама наредне сезоне. Специјалне позивнице су објављене 19. јануара 2023. године, а добили су их Израел—премијер тех, Грин проџект—Бардијани—ЦСФ—фазијане, Еоло—комета и Коратек—селе Италија.
Од 176 возача, њих 57 возило је Ђиро по први пут. Возачи који су наступили долазили су из 33 државе; пет држава је имало преко десет возача: Италија (55), Француска (20), Њемачка (11), Белгија (11) и Холандија (10). најмлађи возач био је Метју Ричитело из Израел—премијер теха, са 21 годином, док је најстарији био Доменико Поцовиво , такође из Израел—премијер теха, са 40 година, који је возио Ђиро по 17 пут.
UCI ворлд тур тимови:
| - АГ2Р ситроен - Алпесин—декунинк - Аркеа—самсик - Астана Казахстан - Бахреин–викторијус - Бора–ханзгро - Групама—ФДЈ - ДСМ - ЕФ едукејшон—изипост | - Инеос гренадирс - Интермарш—сиркус—ванти - Јумбо—визма - Кофидис - Мовистар - Судал—Квик-степ - Трек–сегафредо - УАЕ тим емирејтс - Џејко—алула |

UCI про тур тимови:
| - Грин проџект—Бардијани—ЦСФ—фазијане - Еоло—комета | - Израел—премијер тех - Коратек—селе Италија |

## Рута и етапе
| Етапа  | Датум   | Рута                                                                  | Дистанца        | Тип   | Тип                       | Побједник                | Реф.       |       |
| ------ | ------- | --------------------------------------------------------------------- | --------------- | ----- | ------------------------- | ------------------------ | ---------- | ----- |
| 1.     | 6. мај  | Фосачезија — Ортона                                                   | 196 km (122 mi) |       | Индивидуални хронометар   | Ремко Евенепул (БЕЛ)     | [ 40 ]     |       |
| 2.     | 7. мај  | Терамо — Сан Салво                                                    | 202 km (126 mi) |       | Равна етапа               | Џонатан Милан (ИТА)      | [ 41 ]     |       |
| 3.     | 8. мај  | Васто — Мелфи                                                         | 213 km (132 mi) |       | Средње тешка брдска етапа | Мајкл Метјуз (АУС)       | [ 42 ]     |       |
| 4.     | 9. мај  | Веноза — Лачено                                                       | 175 km (109 mi) |       | Средње тешка брдска етапа | Орелин Паре Пентре (ФРА) | [ 43 ]     |       |
| 5.     | 10. мај | Атрипалда — Салерно                                                   | 171 km (106 mi) |       | Транзициона етапа         | Кејден Гроувс (АУС)      | [ 44 ]     |       |
| 6.     | 11. мај | Напуљ — Напуљ                                                         | 162 km (101 mi) |       | Транзициона етапа         | Мадс Педерсен (ДАН)      | [ 45 ]     |       |
| 7.     | 12. мај | Капуа — Гран Сасо д’Италија                                           | 218 km (135 mi) |       | Тешка брдска етапа        | Давиде Баис (ИТА)        | [ 46 ]     |       |
| 8.     | 13. мај | Терни — Фосомброне                                                    | 207 km (129 mi) |       | Средње тешка брдска етапа | Бен Хили (ИРС)           | [ 47 ]     |       |
| 9.     | 14. мај | Савињано сул Рубиконе — Чезена                                        | 35 km (22 mi)   |       | Индивидуални хронометар   | Ремко Евенепул (БЕЛ)     | [ 48 ]     |       |
|        | 15. мај |                                                                       |                 |       | Дан одмора                | Дан одмора               | Дан одмора |       |
| 10.    | 16. мај | Скандијано — Вијаређо                                                 | 196 km (122 mi) |       | Транзициона етапа         | Магнус Корт Нилсен (ДАН) | [ 49 ]     |       |
| 11.    | 17. мај | Камајоре — Тортона                                                    | 219 km (136 mi) |       | Транзициона етапа         | Паскал Акерман (ЊЕМ)     | [ 50 ]     |       |
| 12.    | 18. мај | Бра — Риволи                                                          | 185 km (115 mi) |       | Средње тешка брдска етапа | Нико Денц (ЊЕМ)          | [ 51 ]     |       |
| 13.    | 19. мај | Боргофранко д'Ивреа Ле Шебл (Швајцарска) — Кранс Монтана (Швајцарска) | 746 km (464 mi) |       | Тешка брдска етапа        | Ејнер Рубио (КОЛ)        | [ 53 ]     |       |
| 14.    | 20. мај | Сијер/Зидерс (Швајцарска) — Касано Мањаго                             | 194 km (121 mi) |       | Транзициона етапа         | Нико Денц (ЊЕМ)          | [ 54 ]     |       |
| 15.    | 21. мај | Серењо — Бергамо                                                      | 195 km (121 mi) |       | Тешка брдска етапа        | Брендон Макналти (САД)   | [ 55 ]     |       |
|        | 22. мај |                                                                       |                 |       | Дан одмора                | Дан одмора               | Дан одмора |       |
| 16.    | 23. мај | Сабио Кјезе — Монте Бондоне                                           | 203 km (126 mi) |       | Тешка брдска етапа        | Жоао Алмеида (ПОР)       | [ 56 ]     |       |
| 17.    | 24. мај | Перђине Валсугана — Каорле                                            | 197 km (122 mi) |       | Равна етапа               | Алберто Даинезе (ИТА)    | [ 57 ]     |       |
| 18.    | 25. мај | Одерцо — Цолдо Алто                                                   | 161 km (100 mi) |       | Средње тешка брдска етапа | Филипо Цана (ИТА)        | [ 58 ]     |       |
| 19.    | 26. мај | Лонгароне — Тре Чиме ди Лаваредо                                      | 183 km (114 mi) |       | Тешка брдска етапа        | Сантијаго Буитраго (КОЛ) | [ 59 ]     |       |
| 20.    | 27. мај | Тарвизио to Монте Санто ди Лусари                                     | 186 km (116 mi) |       | Индивидуални хронометар   | Примож Роглич (СЛО)      | [ 60 ]     |       |
| 21.    | 28. мај | Рим — Рим                                                             | 126 km (78 mi)  |       | Равна етапа               | Марк Кевендиш (УК)       | [ 61 ]     |       |
| Укупно | Укупно  | Укупно                                                                | 3.449           | 3.449 | 3.449                     | 3.449                    | 3.449      | 3.449 |

## Класификације
На Ђиро д’Италији, као и на друге двије гранд тур трке, додјељују се четири различите мајице, за четири класификације. Поред четири главне, постоје и мање класификације, за које се не додјељују мајице.
- Прва и најважнија класификација био је генерални пласман; побједник генералног пласмана је и побједник Ђира. Пласман се рачунао тако што су се на времена возача остварена на првој етапи, додавала времена остварена на свакој наредној.[62] Три првопласирана возача на свакој етапи добијали су временску бонификацију, 10, 6 и 4 секунде.[63] На свакој друмској етапи постојала су два пролазна циља, од којих је први био за класификацију по поенима, а на другом су се добијале секунде бонификације, 3, 2 и 1 секунда.[64] Возач са најмањим временом у току трку носио је розе мајицу и сматра се побједником Ђира на крају.[7][65]
- Једна од другостепених класификација била је класификација по поенима. Возачи су добијали поене на свакој етапи, док је број поена који се додјељивао зависио од типа етапе. До 2014. године, број поена који се додјељује био је исти на свим етапама (по 25 за побједника), због чега су класификацију освајали и возачи који се боре за генерални пласман. Од Ђира 2014. систем је промијењен, да би спринтери добили више шанси за освајање класификације.[65] Број поена који се додјељује и број возача који добијају поене зависи од типа етапе:[66]
  - на равним етапама поене је добијало првих 15 возача (50, 35, 25, 18, 14, 12, 10, 8, 7, 6, 5, 4, 3, 2, 1);
  - На средње тешким брдским етапама поене је добијало десет првопласираних возача (25, 18, 12, 8, 6, 5, 4, 3, 2, 1);
  - На тешким брдским етапама поене су добијала такође десеторица првопласираних возача, али је број поена који се додјељивао био мањи (15, 12, 9, 7, 6, 5, 4, 3, 2 и 1).

На свим друмским етапама, постојала су два пролазна циља, од којих је први био за класификацију по поенима, као и за посебну, спринт класификацију. Број поена који се додјељивао био је исти, без обзира на тип етапе, а поене је добијало осам возача (12, 8, 6, 5, 4, 3, 2, 1). Лидер класификације од 2017. носи љубичасту мајицу (итал. Maglia Ciclamino). Од 1970. до 2010, такође је кориштена љубичаста мајица (боје слеза), док је у периоду од 2010. до 2016. мајица за лидера класификације била црвена.
- Једна од другостепених класификација била је и брдска класификација, за коју су се поени додјељивали првим возачима који пређу преко назначених успона. Успони су били категоризовани у пет категорија:[66]
  - Чима Копи: додјељивао се само на највишем успону на Ђиру, 2023. то је требало да буде Гран сан Бернардо али се није возио због лошег времена,[2] због чега је Чима Копи био успон Тре Чиме ди Лаваредо.[9] Поени су се додјељивали деветорици првопласираних возача преко успона (50, 30, 20, 14, 10, 6, 4, 2);[66]
  - Прва категорија: на успонима прве категорије поене је добијало осам првопласираних возача (40, 18, 12, 9, 6, 4, 2, 1);[66]
  - Друга категорија: поени су се додјељивали шесторици првопласираних возача преко успона (18, 8, 6, 4, 2, 1)[66];
  - Трећа категорија: поени су се додјељивали четворици првопласираних возача (9, 4, 2, 1);[66]
  - Четврта категорија: поени су се додјељивали тројици првопласираних возача (3, 2, 1).[66] Лидер класификације носио је плаву мајицу током трке.[69]
- Четврта мајица која се додјељивала је за најбољег младог возача. Лидер се одлучивао по оствареном времену, исто као и за генерални пласман.[70] Такмичили су се само возачи млађи од 25 година, а лидер је носио бијелу мајицу током трке.[66][69]
- Последња од већих класификација била је тимска класификација, која се рачунала тако што су се сабирала времена прва три возача из сваког тима, на свакој етапи посебно; времена су се додавала на претходна и сабирала се, а лидер је био тим са најмањим временом.[65]

Поред главних, додјељивале су се награде и за неколико мањих класификација:
- Једна од мањих класификација била је спринт класификација. На свим друмским етапама постојала су два пролазна циља, од којих је први био за класификацију по поенима, као и за посебну, спринт класификацију. Број поена који се додјељивао био је исти, без обзира на тип етапе, а поене је добијало пет возача (10, 6, 3, 2, 1).[65] Возач са највише освојених поена на пролазним циљевима је побједник класификације.[66]
- Друга мања класификација била је класификација за агресивност, која је названа „борбени дух“.[66] У анкети на страници трке на друштвеној мрежи Twitter, навијачи су гласали за најагресивнијег возача на свакој етапи, укључујући и хронометре, од четири понуђена, а најагресивнији возач је носио црвени број на наредној етапи.[66]
- Трећа мања класификација била је класификација за бијег. У класификацији су се додјељивали поени сваком возачу који је провео барем 5 km у бијегу у коме је било мање од десет возача. Возачима се додјељивао по један поен за сваки километар који проведу у таквом бијегу; возач са највише скупљених поена је побједник класификације, а возач са највише проведених километара у бијегу на свакој појединачној етапи добијао је новчану награду на крају етапе.[65][66]
- Последња класификација био је фер плеј за тимове. Тимови су добијали казнене бодове за кршење било каквог правила:
  - Упозорење — 0,50 поена;
  - Новчана казна — 1 поен;
  - Временска казна је 2 поена;
  - Декласификација возача или тимског аута — 100 поена;
  - Дисквалификација возача — 1.000 поена;
  - Возач позитиван на допинг тесту — 2.000 поена. Тим са најмање поена на крају трке је побједник класификације.[66] Ако су тимови изједначени, побједник је тим чији возач заузима највећу позицију у генералном пласману.[66]

Осим класификација, додјељивале су се и друге награде; Монтања Пантани је награда која се од 200_. године додјељује у част Марка Пантанија возачу који пређе први преко једног од највећих успона на трци. Године 2023. то је био успон Гран Сасо д’Италија, а први је преко њега прешао Давиде Баис. Трофеј Винченцо Торијани додјељује се од 1996. возачу који побиједи на етапи на којој се вози успон Чима Копи. Године 2023. на етапи је побиједио Сантијаго Буитраго.
| Етапа | Побједник          | Генерални пласман | Класификација по поенима | Брдска класификација | Најбољи млади возач | Тимска класи фикација | Спринт          | Агресивност           | Бијег              | Фер плеј        |
| ----- | ------------------ | ----------------- | ------------------------ | -------------------- | ------------------- | --------------------- | --------------- | --------------------- | ------------------ | --------------- |
| 1.    | Ремко Евенепул     | Ремко Евенепул    | Ремко Евенепул           | Тео Гејган Харт      | Ремко Евенепул      | Инеос гренадирс       | није додијељена | Риди Молар            | није додијељена    | Судал—Квик-степ |
| 2.    | Џонатан Милан      | Ремко Евенепул    | Џонатан Милан            | Пол Лапејра          | Ремко Евенепул      | УАЕ тим емирејтс      | Стефано Гандин  | Пол Лапејра           | Матија Баис        | Судал—Квик-степ |
| 3.    | Мајкл Метјуз       | Ремко Евенепул    | Џонатан Милан            | Тибо Пино            | Ремко Евенепул      | УАЕ тим емирејтс      | Стефано Гандин  | Вељко Стојнић         | Вељко Стојнић      | Судал—Квик-степ |
| 4.    | Орелин Паре Пентре | Андреас Лекнесунд | Џонатан Милан            | Тибо Пино            | Андреас Лекнесунд   | Инеос гренадирс       | Стефано Гандин  | Емануел Гебрегзабијер | Вељко Стојнић      | ДСМ             |
| 5.    | Кејден Гроувс      | Андреас Лекнесунд | Џонатан Милан            | Тибо Пино            | Андреас Лекнесунд   | Инеос гренадирс       | Стефано Гандин  | Стефано Гандин        | Томас Шампион      | Судал—Квик-степ |
| 6.    | Мадс Педерсен      | Андреас Лекнесунд | Џонатан Милан            | Тибо Пино            | Андреас Лекнесунд   | Инеос гренадирс       | Стефано Гандин  | Сајмон Кларк          | Томас Шампион      | Судал—Квик-степ |
| 7.    | Давиде Баис        | Андреас Лекнесунд | Џонатан Милан            | Давиде Баис          | Андреас Лекнесунд   | Инеос гренадирс       | Стефано Гандин  | Хенок Мулабран        | Томас Шампион      | Судал—Квик-степ |
| 8.    | Бен Хили           | Андреас Лекнесунд | Џонатан Милан            | Давиде Баис          | Андреас Лекнесунд   | Инеос гренадирс       | Стефано Гандин  | Бен Хили              | Томас Шампион      | Судал—Квик-степ |
| 9.    | Ремко Евенепул     | Ремко Евенепул    | Џонатан Милан            | Давиде Баис          | Ремко Евенепул      | Инеос гренадирс       | Стефано Гандин  | Герент Томас          | Томас Шампион      | Судал—Квик-степ |
| 10.   | Магнус Корт Нилсен | Герент Томас      | Џонатан Милан            | Давиде Баис          | Жоао Алмеида        | Инеос гренадирс       | Стефано Гандин  | Дерек Џи              | Алесандро де Марки | АГ2Р ситроен    |
| 11.   | Паскал Акерман     | Герент Томас      | Џонатан Милан            | Давиде Баис          | Жоао Алмеида        | Инеос гренадирс       | Давиде Баис     | Лауренц Рекс          | Томас Шампион      | АГ2Р ситроен    |
| 12.   | Нико Денц          | Герент Томас      | Џонатан Милан            | Давиде Баис          | Жоао Алмеида        | Јумбо—визма           | Давиде Баис     | Томс Скујинш          | Томас Шампион      | АГ2Р ситроен    |
| 13.   | Ејнер Рубио        | Герент Томас      | Џонатан Милан            | Тибо Пино            | Жоао Алмеида        | Јумбо—визма           | Давиде Баис     | Тибо Пино             | Томас Шампион      | Групама—ФДЈ     |
| 14.   | Нико Денц          | Бруно Армираил    | Џонатан Милан            | Давиде Баис          | Жоао Алмеида        | Бахреин–викторијус    | Давиде Баис     | Дерек Џи              | Томас Шампион      | Групама—ФДЈ     |
| 15.   | Брендон Макналти   | Бруно Армираил    | Џонатан Милан            | Давиде Баис          | Жоао Алмеида        | Бахреин–викторијус    | Давиде Баис     | Бен Хили              | Томас Шампион      | Групама—ФДЈ     |
| 16.   | Жоао Алмеида       | Герент Томас      | Џонатан Милан            | Бен Хили             | Жоао Алмеида        | Бахреин–викторијус    | Томс Скујинш    | Жоао Алмеида          | Томас Шампион      | Групама—ФДЈ     |
| 17.   | Алберто Даинезе    | Герент Томас      | Џонатан Милан            | Бен Хили             | Жоао Алмеида        | Бахреин–викторијус    | Томс Скујинш    | Томас Шампион         | Томас Шампион      | Групама—ФДЈ     |
| 18.   | Филипо Цана        | Герент Томас      | Џонатан Милан            | Тибо Пино            | Жоао Алмеида        | Бахреин–викторијус    | Томас Шампион   | Тибо Пино             | Томас Шампион      | Групама—ФДЈ     |
| 19.   | Сантијаго Буитраго | Герент Томас      | Џонатан Милан            | Тибо Пино            | Жоао Алмеида        | Бахреин–викторијус    | Дерек Џи        | Дерек Џи              | Томас Шампион      | Групама—ФДЈ     |
| 20.   | Примож Роглич      | Примож Роглич     | Џонатан Милан            | Тибо Пино            | Жоао Алмеида        | Бахреин–викторијус    | Дерек Џи        | Тибо Пино             | Томас Шампион      | Групама—ФДЈ     |
| 21.   | Марк Кевендиш      | Примож Роглич     | Џонатан Милан            | Тибо Пино            | Жоао Алмеида        | Бахреин–викторијус    | Томс Скујинш    | није додијељена       | Томас Шампион      | Групама—ФДЈ     |
| Крај  | Крај               | Примож Роглич     | Џонатан Милан            | Тибо Пино            | Жоао Алмеида        | Бахреин–викторијус    | Томс Скујинш    | Дерек Џи              | Томас Шампион      | Групама—ФДЈ     |

- На другој етапи, Филипо Гана, који је био другопласирани у класификацији по поенима, носио је љубичасту мајицу јер је првопласирани Ремко Евенепул носио розе мајицу за лидера трке.[74] Такође, Брендон Макналти, који је био трећепласирани у класификацији за најбољег младог возача, носио је бијелу мајицу јер је лидер класификације Ремко Евенепул носио розе мајицу за лидера трке, док је другопласирани у класификацији — Жоао Алмеида, одабрао да носи мајицу првака Португалије.[75] Макналти је био на подијуму у плавој мајици, за лидера брдске класификације након прве етапе, али је пред почетак друге етапе поново рачунато вријеме на хронометру и утврђено је да је Тео Гејган Харт прешао преко успона први и он је носио плаву мајицу на етапи.[76]
- На петој етапи, Тимен Аренсман, који је био четврти у класификацији за најбољег младог возача, носио је бијелу мајицу јер је првопласирани Андреас Лекнесунд носио розе мајицу за лидера трке, другопласирани Ремко Евенепул је изабрао да носи мајицу свјетског првака, а трећепласирани Жоао Алмеида је одабрао да носи мајицу првака Португалије.[77]
- На десетој етапи, Герент Томас, који је био другопласирани у генералном пласману, носио је розе мајицу за лидера трке јер Ремко Евенепул, који је девету етапу завршио као лидер, није стартовао десету етапу јер је био позитиван на ковид 19.[78][79]

## Резултати
| Легенда          | Легенда                                                     | Легенда       | Легенда                                                     |
| ---------------- | ----------------------------------------------------------- | ------------- | ----------------------------------------------------------- |
| розе             | Означава побједника генералног пласмана                     | Плава мајица  | Означава побједника брдске класификације                    |
| Љубичаста мајица | Означава побједника класификације по поенима                | Бијела мајица | Означава побједника класификације за најбољег младог возача |
|                  | Означава побједника класификације за најагресивнијег возача |               |                                                             |

### Генерални пласман
| Позиција | Возач                   | Тим                | Вријеме     |
| -------- | ----------------------- | ------------------ | ----------- |
| 1.       | Примож Роглич (СЛО)     | Јумбо—визма        | 85h 29' 02" |
| 2.       | Герент Томас (УК)       | Инеос гренадирс    | + 14"       |
| 3.       | Жоао Алмеида (ПОР)      | УАЕ тим емирејтс   | + 1' 15"    |
| 4.       | Дамијано Карузо (ИТА)   | Бахреин–викторијус | + 4' 40"    |
| 5.       | Тибо Пино (ФРА)         | Групама—ФДЈ        | + 5' 43"    |
| 6.       | Тимен Аренсман (ХОЛ)    | Инеос гренадирс    | + 6' 05"    |
| 7.       | Еди Дунбар (ИРС)        | Џејко—алула        | + 7' 30"    |
| 8.       | Андреас Лекнесунд (НОР) | ДСМ                | + 7' 31"    |
| 9.       | Ленард Кемна (ЊЕМ)      | Бора–ханзгро       | + 7' 46"    |
| 10.      | Лауренс де Плус (БЕЛ)   | Инеос гренадирс    | + 9' 08"    |

| Генерални пласман (11—125) | Генерални пласман (11—125)   | Генерални пласман (11—125)          | Генерални пласман (11—125) |
| Позиција                   | Возач                        | Тим                                 | Вријеме                    |
| -------------------------- | ---------------------------- | ----------------------------------- | -------------------------- |
| 11.                        | Ејнер Рубио (КОЛ)            | Мовистар                            | + 10' 43"                  |
| 12.                        | Илан ван Вилдер (БЕЛ)        | Судал—Квик-степ                     | + 11' 58"                  |
| 13.                        | Сантијаго Буитраго (КОЛ)     | Бахреин–викторијус                  | + 12' 21"                  |
| 14.                        | Сеп Кус (САД)                | Јумбо—визма                         | + 13' 09"                  |
| 15.                        | Орелин Паре Пентре (ФРА)     | АГ2Р ситроен                        | + 14' 13"                  |
| 16.                        | Бруно Армираил (ФРА)         | Групама—ФДЈ                         | + 17' 16"                  |
| 17.                        | Ворен Барги (ФРА)            | Аркеа—самсик                        | + 24' 06"                  |
| 18.                        | Филипо Цана (ИТА)            | Џејко—алула                         | + 33' 22"                  |
| 19.                        | Џек Хејг (АУС)               | Бахреин–викторијус                  | + 34' 46"                  |
| 20.                        | Патрик Конрад (АУТ)          | Бора–ханзгро                        | + 37' 57"                  |
| 21.                        | Лоренцо Фортунато (ИТА)      | Еоло—комета                         | + 38' 37"                  |
| 22.                        | Дерек Џи (КАН)               | Израел—премијер тех                 | + 40' 54"                  |
| 23.                        | Николас Продом (ФРА)         | АГ2Р ситроен                        | + 46' 26"                  |
| 24.                        | Луис Леон Санчез (ШПА)       | Астана Казахстан                    | + 48' 03"                  |
| 25.                        | Кун Баувман (ХОЛ)            | Јумбо—визма                         | + 48' 15"                  |
| 26.                        | Симоне Веласко (ИТА)         | Астана Казахстан                    | + 51' 15"                  |
| 27.                        | Лауренс Хејс (БЕЛ)           | Интермарш—сиркус—ванти              | + 52' 18"                  |
| 28.                        | Дијего Улиси (ИТА)           | УАЕ тим емирејтс                    | + 1ч 02' 50"               |
| 29.                        | Брендон Макналти (САД)       | УАЕ тим емирејтс                    | + 1ч 07' 43"               |
| 30.                        | Давиде Формоло (ИТА)         | УАЕ тим емирејтс                    | + 1ч 08' 58"               |
| 31.                        | Томс Скујинш (ЛЕТ)           | Трек–сегафредо                      | + 1ч 10' 21"               |
| 32.                        | Марко Фриго (ИТА)            | Израел—премијер тех                 | + 1ч 24' 36"               |
| 33.                        | Михел Хесман (ЊЕМ)           | Јумбо—визма                         | + 1ч 26' 24"               |
| 34.                        | Џеј Вајн (АУС)               | УАЕ тим емирејтс                    | + 1ч 28' 59"               |
| 35.                        | Хонатан Ластра (ШПА)         | Кофидис                             | + 1ч 29' 02"               |
| 36.                        | Сем Омен (ХОЛ)               | Јумбо—визма                         | + 1ч 30' 51"               |
| 37.                        | Валентен Паре Пентре (ФРА)   | АГ2Р ситроен                        | + 1ч 31' 52"               |
| 38.                        | Алесандро де Марки (ИТА)     | Џејко—алула                         | + 1ч 37' 50"               |
| 39.                        | Боб Јунгелс (ЛУК)            | Бора–ханзгро                        | + 1ч 37' 57"               |
| 40.                        | Едоардо Цамбанини (ИТА)      | Бахреин–викторијус                  | + 1ч 38' 28"               |
| 41.                        | Роан Денис (АУС)             | Јумбо—визма                         | + 1ч 38' 35"               |
| 42.                        | Алесандро Тонели (ИТА)       | Грин проџект—Бардијани—ЦСФ—фазијане | + 1ч 41' 48"               |
| 43.                        | Вадим Пронски (КАЗ)          | Астана Казахстан                    | + 1ч 48' 31"               |
| 44.                        | Лари Варбас (САД)            | АГ2Р ситроен                        | + 1ч 49' 54"               |
| 45.                        | Стефано Олдани (ИТА)         | Алпесин—декунинк                    | + 1ч 57' 09"               |
| 46.                        | Лоренцо Рота (ИТА)           | Интермарш—сиркус—ванти              | + 1ч 57' 55"               |
| 47.                        | Матија Баис (ИТА)            | Еоло—Комета                         | + 2ч 04' 10"               |
| 48.                        | Алберто Бетиол (ИТА)         | ЕФ едукејшон—изипост                | + 2ч 05' 06"               |
| 49.                        | Карлос Верона (ШПА)          | Мовистар                            | + 2ч 06' 24"               |
| 50.                        | Бауке Молема (ХОЛ)           | Трек–сегафредо                      | + 2ч 08' 44"               |
| 51.                        | Антон Палцер (ЊЕМ)           | Бора–ханзгро                        | + 2ч 08' 46"               |
| 52.                        | Вил Барта (САД)              | Мовистар                            | + 2ч 10' 12"               |
| 53.                        | Џеферсон Кепеда (ЕКВ)        | ЕФ едукејшон—изипост                | + 2ч 12' 16"               |
| 54.                        | Франсоа Бидар (ФРА)          | Кофидис                             | + 2ч 15' 00"               |
| 55.                        | Бен Хили (ИРС)               | ЕФ едукејшон—изипост                | + 2ч 18' 04"               |
| 56.                        | Метју Ричитело (САД)         | Израел—премијер тех                 | + 2ч 22' 57"               |
| 57.                        | Нико Денц (ЊЕМ)              | Бора–ханзгро                        | + 2ч 23' 39"               |
| 58.                        | Кристијан Скарони (ИТА)      | Астана Казахстан                    | + 2ч 35' 12"               |
| 59.                        | Џо Домбровски (САД)          | Астана Казахстан                    | + 2ч 36' 33"               |
| 60.                        | Питер Сери (БЕЛ)             | Судал—Квик-степ                     | + 2ч 36' 54"               |
| 61.                        | Бен Свифт (УК)               | Инеос гренадирс                     | + 2ч 44' 27"               |
| 62.                        | Магнус Корт Нилсен (ДАН)     | ЕФ едукејшон—изипост                | + 2ч 44' 33"               |
| 63.                        | Мајкл Метјуз (АУС)           | Џејко—алула                         | + 2ч 45' 46"               |
| 64.                        | Давиде Габуро (ИТА)          | Грин проџект—Бардијани—ЦСФ—фазијане | + 2ч 56' 29"               |
| 65.                        | Андреа Пасквалон (ИТА)       | Бахреин–викторијус                  | + 2ч 58' 04"               |
| 66.                        | Томас Шампион (ФРА)          | Кофидис                             | + 2ч 58' 14"               |
| 67.                        | Франческо Гаваци (ИТА)       | Еоло—комета                         | + 3ч 00' 02"               |
| 68.                        | Рајан Гибонс (ЈАР)           | УАЕ тим емирејтс                    | + 3ч 01' 25"               |
| 69.                        | Риди Молар (ФРА)             | Групама—ФДЈ                         | + 3ч 07' 44"               |
| 70.                        | Винченцо Албанезе (ИТА)      | Еоло—комета                         | + 3ч 10' 05"               |
| 71.                        | Себастијан Бервик (АУС)      | Израел—премијер тех                 | + 3ч 11' 47"               |
| 72.                        | Салваторе Пучио (ИТА)        | Инеос гренадирс                     | + 3ч 12' 08"               |
| 73.                        | Алекс Боден (ФРА)            | АГ2Р ситроен                        | + 3ч 17' 15"               |
| 74.                        | Маријус Мајрхофер (ЊЕМ)      | ДСМ                                 | + 3ч 17' 27"               |
| 75.                        | Јаша Ситерлин (ЊЕМ)          | Бахреин–викторијус                  | + 3ч 20' 13"               |
| 76.                        | Томас Глоаг (УК)             | Јумбо—визма                         | + 3ч 22' 19"               |
| 77.                        | Мајкл Хепбурн (АУС)          | Џејко—алула                         | + 3ч 25' 50"               |
| 78.                        | Марко Маестри (ИТА)          | Еоло—комета                         | + 3ч 29' 16"               |
| 79.                        | Хозе Хоакин Рохас (ШПА)      | Мовистар                            | + 3ч 32' 20"               |
| 80.                        | Максим Буе (ФРА)             | Аркеа—самсик                        | + 3ч 32' 23"               |
| 81.                        | Давиде Баис (ИТА)            | Еоло—комета                         | + 3ч 33' 50"               |
| 82.                        | Паскал Акерман (ЊЕМ)         | УАЕ тим емирејтс                    | + 3ч 38' 18"               |
| 83.                        | Иго Тумире (ФРА)             | Кофидис                             | + 3ч 39' 50"               |
| 84.                        | Карел Вацек (ЧЕШ)            | Коратек—селе Италија                | + 3ч 43' 50"               |
| 85.                        | Кристијан Сбараљи (ИТА)      | Алпесин—декунинк                    | + 3ч 45' 29"               |
| 86.                        | Михел Рис (ЛУК)              | Аркеа—самсик                        | + 3ч 46' 43"               |
| 87.                        | Хенок Мулабран (ЕРИ)         | Грин проџект—Бардијани—ЦСФ—фазијане | + 3ч 52' 20"               |
| 88.                        | Лоренц Рекс (БЕЛ)            | Интермарш—сиркус—ванти              | + 3ч 54' 23"               |
| 89.                        | Александре Делетре (ФРА)     | Кофидис                             | + 3ч 55' 28"               |
| 90.                        | Тибо Гернелек (ФРА)          | Аркеа—самсик                        | + 3ч 56' 10"               |
| 91.                        | Сене Лајсен (БЕЛ)            | Алпесин—декунинк                    | + 3ч 58' 37"               |
| 92.                        | Џек Стјуарт (УК)             | Групама—ФДЈ                         | + 3ч 59' 18"               |
| 93.                        | Стефен Вилијамс (УК)         | Израел—премијер тех                 | + 3ч 59' 55"               |
| 94.                        | Едоардо Афини (ИТА)          | Јумбо—визма                         | + 4ч 02' 55"               |
| 95.                        | Лукас Пестлбергер (АУТ)      | Џејко—алула                         | + 4ч 06' 05"               |
| 96.                        | Алекс Кирш (ЛУК)             | Трек–сегафредо                      | + 4ч 11' 01"               |
| 97.                        | Дијего Пабло Севиља (ШПА)    | Еоло—комета                         | + 4ч 11' 51"               |
| 98.                        | Ото Вергарде (БЕЛ)           | Трек–сегафредо                      | + 4ч 24' 51"               |
| 99.                        | Мартин Марчелуси (ИТА)       | Грин проџект—Бардијани—ЦСФ—фазијане | + 4ч 25' 38"               |
| 100.                       | Александер Коничев (ИТА)     | Коратек—селе Италија                | + 4ч 26' 35"               |
| 101.                       | Вељко Стојнић (СРБ)          | Коратек—селе Италија                | + 4ч 26' 52"               |
| 102.                       | Чезаре Бенедети (ПОЉ)        | Бора–ханзгро                        | + 4ч 28' 46"               |
| 103.                       | Џонатан Милан (ИТА)          | Бахреин–викторијус                  | + 4ч 29' 02"               |
| 104.                       | Никлас Меркл (ЊЕМ)           | ДСМ                                 | + 4ч 30' 49"               |
| 105.                       | Игнатас Коноваловас (ЛИТ)    | Групама—ФДЈ                         | + 4ч 43' 42"               |
| 106.                       | Филипо Маљи (ИТА)            | Грин проџект—Бардијани—ЦСФ—фазијане | + 4ч 46' 15"               |
| 107.                       | Ђани Москон (ИТА)            | Астана Казахстан                    | + 4ч 48' 59"               |
| 108.                       | Кемпбел Стјуарт (НЗЛ)        | Џејко—алула                         | + 4ч 51' 15"               |
| 109.                       | Дан Хол (ХОЛ)                | Трек–сегафредо                      | + 4ч 52' 37"               |
| 110.                       | Макс Кантер (ЊЕМ)            | Мовистар                            | + 4ч 52' 47"               |
| 111.                       | Симоне Консони (ИТА)         | Кофидис                             | + 4ч 56' 49"               |
| 112.                       | Арне Марит (БЕЛ)             | Интермарш—сиркус—ванти              | + 4ч 58' 01"               |
| 113.                       | Фабијан Лејнхард (ШВА)       | Групама—ФДЈ                         | + 4ч 59' 21"               |
| 114.                       | Филипо Фјорели (ИТА)         | Грин проџект—Бардијани—ЦСФ—фазијане | + 5ч 00' 34"               |
| 115.                       | Чарли Квартерман (УК)        | Коратек—селе Италија                | + 5ч 01' 27"               |
| 116.                       | Алан Риу (ФРА)               | Аркеа—самсик                        | + 5ч 02' 06"               |
| 117.                       | Јонас Иверсби Видеберг (НОР) | ДСМ                                 | + 5ч 02' 12"               |
| 118.                       | Фернандо Гавирија (КОЛ)      | Мовистар                            | + 5ч 04' 38"               |
| 119.                       | Алесандро Јаки (ИТА)         | Коратек—селе Италија                | + 5ч 06' 23"               |
| 120.                       | Марк Кевендиш (УК)           | Астана Казахстан                    | + 5ч 07' 08"               |
| 121.                       | Александер Кригер (ЊЕМ)      | Алпесин—декунинк                    | + 5ч 08' 46"               |
| 122.                       | Алберт Торес (ШПА)           | Мовистар                            | + 5ч 19' 29"               |
| 123.                       | Јукија Араширо (ЈАП)         | Бахреин–викторијус                  | + 5ч 21' 17"               |
| 124.                       | Алберто Даинезе (ИТА)        | ДСМ                                 | + 5ч 23' 48"               |
| 125.                       | Николас дала Вале (ИТА)      | Коратек—селе Италија                | + 5ч 26' 45"               |

| Нису завршили | Нису завршили               | Нису завршили                       | Нису завршили |
| —             | Возач                       | Тим                                 | етапа         |
| ------------- | --------------------------- | ----------------------------------- | ------------- |
| —             | Пол Лапејра (ФРА)           | АГ2Р ситроен                        | 4             |
| —             | Рамон Синкелдам (ХОЛ)       | Алпесин—декунинк                    | 5             |
| —             | Реми Роча (ФРА)             | Кофидис                             | 5             |
| —             | Валерио Конти (ИТА)         | Коратек—селе Италија                | 5             |
| —             | Клемент Русо (ФРА)          | Аркеа—самсик                        | 6             |
| —             | Никола Кончи (КОЛ)          | Алпесин—декунинк                    | 7             |
| —             | Ђовани Алеоти (ИТА)         | Бора—ханзгро                        | 7             |
| —             | Самуеле Зокарато (ИТА)      | Грин проџект—Бардијани—ЦСФ—фазијане | 8             |
| —             | Ларс ван ден Берг (ХОЛ)     | Групама—ФДЈ                         | 8             |
| —             | Филипо Гана (ИТА)           | Инеос гренадирс                     | 8             |
| —             | Давид Декер (ХОЛ)           | Аркеа—самсик                        | 8             |
| —             | Флоријан Сторк (ЊЕМ)        | ДСМ                                 | 8             |
| —             | Давиде Чимолаи (ИТА)        | Кофидис                             | 9             |
| —             | Ремко Евенепул (БЕЛ)        | Судал—Квик-степ                     | 10            |
| —             | Оскар Ризебек (ХОЛ)         | Алпесин—декунинк                    | 10            |
| —             | Александар Власов           | Бора—ханзгро                        | 10            |
| —             | Ригоберто Уран (КОЛ)        | ЕФ едукејшон—изипост                | 10            |
| —             | Ерик Фетер (МАЂ)            | Еоло—комета                         | 10            |
| —             | Стефан Кинг (ШВА)           | Групама—ФДЈ                         | 10            |
| —             | Свен Ерик Бистрем (НОР)     | Интермарш—сиркус—ванти              | 10            |
| —             | Симоне Петили (ИТА)         | Интермарш—сиркус—ванти              | 10            |
| —             | Рејн Тарамаје (ЕСТ)         | Интермарш—сиркус—ванти              | 10            |
| —             | Доменико Поцовиво (ИТА)     | Израел—премијер тех                 | 10            |
| —             | Мадс Вирс Шмидт (ДАН)       | Израел—премијер тех                 | 10            |
| —             | Мартејн Тусвелд (ХОЛ)       | ДСМ                                 | 10            |
| —             | Калум Скотсон (АУС)         | Џејко—алула                         | 10            |
| —             | Матија Катанео (ИТА)        | Судал—Квик-степ                     | 11            |
| —             | Јосеф Черни (ЧЕШ)           | Судал—Квик-степ                     | 11            |
| —             | Јан Хирт (ЧЕШ)              | Судал—Квик-степ                     | 11            |
| —             | Луис Верваке (БЕЛ)          | Судал—Квик-степ                     | 11            |
| —             | Андреа Вендраме (ИТА)       | АГ2Р ситроен                        | 11            |
| —             | Џонатан Каиседо (ЕКВ)       | ЕФ едукејшон—изипост                | 11            |
| —             | Тео Гејган Харт (УК)        | Инеос гренадирс                     | 11            |
| —             | Оскар Родригез (ШПА)        | Мовистар                            | 11            |
| —             | Стефано Гандин (ИТА)        | Коратек—селе Италија                | 11            |
| —             | Натнаел Тесфатсион (ЕРИ)    | Трек–сегафредо                      | 11            |
| —             | Микел Шерел (ФРА)           | АГ2Р ситроен                        | 12            |
| —             | Кејден Гроувс (АУС)         | Алпесин—декунинк                    | 12            |
| —             | Харм Ванхуке (БЕЛ)          | ДСМ                                 | 12            |
| —             | Алесандро Кови (ИТА)        | УАЕ тим емирејтс                    | 12            |
| —             | Мадс Педерсен (ДАН)         | Трек–сегафредо                      | 13            |
| —             | Самуеле Батистела (ИТА)     | Астана Казахстан                    | 14            |
| —             | Стефан де Бод (ЈАР)         | ЕФ едукејшон—изипост                | 14            |
| —             | Алесандро Вере (ИТА)        | Аркеа—самсик                        | 14            |
| —             | Давиде Балерини (ИТА)       | Судал—Квик-степ                     | 16            |
| —             | Павел Сиваков (ФРА)         | Инеос гренадирс                     | 16            |
| —             | Сајмон Кларк (АУС)          | Израел—премијер тех                 | 16            |
| —             | Емануел Гебрегзабијер (ЕРИ) | Трек–сегафредо                      | 16            |
| —             | Лука Ковили (ИТА)           | Грин проџект—Бардијани—ЦСФ—фазијане | 18            |
| —             | Николо Бонифацио (ИТА)      | Интермарш—сиркус—ванти              | 18            |
| —             | Хју Карти (УК)              | ЕФ едукејшон—изипост                | 19            |

### Класификација по поенима
| Позиција | Возач                    | Тим                  | Поени |
| -------- | ------------------------ | -------------------- | ----- |
| 1.       | Џонатан Милан (ИТА)      | Бахреин–викторијус   | 217   |
| 2.       | Дерек Џи (КАН)           | Израел—премијер тех  | 164   |
| 3.       | Мајкл Метјуз (АУС)       | Џејко—алула          | 101   |
| 4.       | Марк Кевендиш (УК)       | Астана Казахстан     | 101   |
| 5.       | Паскал Акерман (ЊЕМ)     | УАЕ тим емирејтс     | 95    |
| 6.       | Томс Скујинш (ЛЕТ)       | Трек–сегафредо       | 91    |
| 7.       | Нико Денц (ЊЕМ)          | Бора–ханзгро         | 77    |
| 8.       | Магнус Корт Нилсен (ДАН) | ЕФ едукејшон—изипост | 68    |
| 9.       | Алберто Даинезе (ИТА)    | ДСМ                  | 63    |
| 10.      | Примож Роглич (СЛО)      | Јумбо—визма          | 56    |

### Брдска класификација
| Позиција | Возач                    | Тим                                 | Поени |
| -------- | ------------------------ | ----------------------------------- | ----- |
| 1.       | Тибо Пино (ФРА)          | Групама—ФДЈ                         | 237   |
| 2.       | Дерек Џи (КАН)           | Израел—премијер тех                 | 200   |
| 3.       | Бен Хили (ИРС)           | ЕФ едукејшон—изипост                | 164   |
| 4.       | Давиде Баис (ИТА)        | Еоло—Комета                         | 144   |
| 5.       | Ејнер Рубио (КОЛ)        | Мовистар                            | 117   |
| 6.       | Примож Роглич (СЛО)      | Јумбо—визма                         | 86    |
| 7.       | Сантијаго Буитраго (КОЛ) | Бахреин–викторијус                  | 82    |
| 8.       | Давиде Габуро (ИТА)      | Грин проџект—Бардијани—ЦСФ—фазијане | 69    |
| 9.       | Жоао Алмеида (ПОР)       | УАЕ тим емирејтс                    | 67    |
| 10.      | Орелин Паре Пентре (ФРА) | АГ2Р ситроен                        | 56    |

### Класификација за најбољег младог возача
| Позиција | Возач                    | Тим                    | Вријеме      |
| -------- | ------------------------ | ---------------------- | ------------ |
| 1.       | Жоао Алмеида (ПОР)       | УАЕ тим емирејтс       | 85h 30' 17"  |
| 2.       | Тимен Аренсман (ХОЛ)     | Инеос гренадирс        | + 4' 50"     |
| 3.       | Андреас Лекнесунд (НОР)  | ДСМ                    | + 6' 16"     |
| 4.       | Ејнер Рубио (КОЛ)        | Мовистар               | + 9' 28"     |
| 5.       | Илан ван Вилдер (БЕЛ)}   | Судал—Квик-степ        | + 10' 43"    |
| 6.       | Сантијаго Буитраго (КОЛ) | Бахреин–викторијус     | + 11' 06"    |
| 7.       | Филипо Цана (ИТА)        | Џејко—алула            | + 32' 07"    |
| 8.       | Лауренс Хејс (БЕЛ)       | Интермарш—сиркус—ванти | + 51' 03"    |
| 9.       | Брендон Макналти (САД)   | УАЕ тим емирејтс       | + 1h 06' 28" |
| 10.      | Марко Фриго (ИТА)        | Израел—премијер тех    | + 1h 23' 21" |

### Тимска класификација
| Позиција | Тим                  | вријеме      |
| -------- | -------------------- | ------------ |
| 1.       | Бахреин–викторијус   | 256h 21' 18" |
| 2.       | Инеос гренадирс      | + 16' 22"    |
| 3.       | Јумбо—визма          | + 30' 40"    |
| 4.       | УАЕ тим емирејтс     | + 51' 53"    |
| 5.       | АГ2Р ситроен         | + 1ч 21' 30" |
| 6.       | Бора–ханзгро         | + 1ч 25' 31" |
| 7.       | Астана Казахстан     | + 1ч 31' 44" |
| 8.       | Џејко—алула          | + 1ч 32' 51" |
| 9.       | Израел—премијер тех  | + 1ч 51' 54" |
| 10.      | ЕФ едукејшон—изипост | + 2ч 18' 52" |

### Спринт класификација
| Позиција | Возач                     | Тим                  | Поени |
| -------- | ------------------------- | -------------------- | ----- |
| 1.       | Томс Скујинш (ЛЕТ)        | Трек–сегафредо       | 57    |
| 2.       | Дерек Џи (КАН)            | Израел—премијер тех  | 49    |
| 3.       | Томас Шампион (ФРА)       | Кофидис              | 37    |
| 4.       | Вељко Стојнић (СРБ)       | Коратек—селе Италија | 36    |
| 5.       | Давиде Баис (ИТА)         | Еоло—Комета          | 32    |
| 6.       | Чарли Квартерман (УК)     | Коратек—селе Италија | 25    |
| 7.       | Матија Баис (ИТА)         | Еоло—Комета          | 24    |
| 8.       | Ворен Барги (ФРА)         | Аркеа—самсик         | 19    |
| 9.       | Алесандро де Марки (ИТА)  | Џејко—алула          | 19    |
| 10.      | Дијего Пабло Севиља (ШПА) | Еоло—комета          | 19    |

### Класификација за бијег
| Позиција | Возач                     | Тим                    | Километри |
| -------- | ------------------------- | ---------------------- | --------- |
| 1.       | Томас Шампион (ФРА)       | Кофидис                | 650       |
| 2.       | Дерек Џи (КАН)            | Израел—премијер тех    | 483       |
| 3.       | Вељко Стојнић (СРБ)       | Коратек—селе Италија   | 428       |
| 4.       | Александер Коничев (ИТА)  | Коратек—селе Италија   | 344       |
| 5.       | Дијего Пабло Севиља (ШПА) | Еоло—комета            | 339       |
| 6.       | Алесандро де Марки (ИТА)  | Џејко—алула            | 338       |
| 7.       | Томс Скујинш (ЛЕТ)        | Трек–сегафредо         | 328       |
| 8.       | Давиде Баис (ИТА)         | Еоло—Комета            | 264       |
| 9.       | Лоренц Рекс (БЕЛ)         | Интермарш—сиркус—ванти | 248       |
| 10.      | Чарли Квартерман (УК)     | Коратек—селе Италија   | 248       |

### Фер плеј класификација
| Позиција | Тим                                 | Поени |
| -------- | ----------------------------------- | ----- |
| 1.       | Групама—ФДЈ                         | 0     |
| 2.       | Судал—Квик-степ                     | 0     |
| 3.       | Аркеа—самсик                        | 40    |
| 4.       | Кофидис                             | 40    |
| 5.       | Бора–ханзгро                        | 50    |
| 6.       | Коратек—селе Италија                | 50    |
| 7.       | Бахреин–викторијус                  | 51    |
| 8.       | УАЕ тим емирејтс                    | 70    |
| 9.       | Грин проџект—Бардијани—ЦСФ—фазијане | 70    |
| 10.      | Трек–сегафредо                      | 70    |